# Sistema de tempo real
Na ciência da computação, tempo real é uma expressão que se refere a sistemas em que o tempo de execução de uma determinada tarefa é rígido e independente da carga do sistema. O tempo de execução de uma operação pode ser muito curto ou não. O que importa para este tipo de sistema é que a tarefa seja executada. O sistema deve ser implementado visando principalmente a ordem de agendamento das tarefas e o gerenciamento de recursos para que possa executar a tarefa no tempo correto ou informar imediatamente que a tarefa não poderá ser executada.